# Flaggen der Hitlerjugend
Die Flaggen der Hitlerjugend waren die in der Zeit des Nationalsozialismus von der Hitlerjugend, der Jugend- und Nachwuchsorganisation der NSDAP, verwendeten Flaggen und Wimpel. Sie zählen in Deutschland zu den verfassungsfeindlichen Propagandamitteln. Das Herstellen, öffentliche Tragen oder Verbreiten ist nach § 86a StGB verboten.

## Flaggen vor 1935
Die 1926 gegründete Organisation der Hitlerjugend unterteilte sich in die eigentliche Hitlerjugend (HJ) (14- bis 18-jährige Jungen), das Deutsche Jungvolk (DJ) (10- bis 14-jährige Jungen) sowie in eine weibliche Abteilung, den 1930 gegründeten Bund Deutscher Mädel (BDM) nebst der 1931 folgenden Jungmädelschaft (JM) mit gleicher Altersstruktur wie die Jungen.
Schon in den Anfangsjahren wurden mit großem propagandistischen Aufwand massenhaft Flaggen und Wimpel bei der HJ eingesetzt. Zunächst noch relativ unreglementiert, gab es anfangs noch einen gewissen Gestaltungsspielraum, der sich in einer Vielzahl von Abwandlungen eines gewissen Grundmusters zeigte. So wurden neben Hakenkreuzvarianten auch diverse Runen, Sonnensymbole und andere Sonderzeichen auf den Flaggen verwendet. Meist in Schwarz-Weiß-Rot gehalten, gab es aber auch Flaggen mit blauen oder auch gelben Farbflächen zu sehen.

Erste Wimpel der HJ / des DJ (Beispiele)

Bereits vor dem Jahr 1935 wurden Wimpel an Fahrzeugen verwendet. So benutzten die Hitlerjugend, das Deutsche Jungvolk, aber auch die weiblichen Abteilungen BDM und JM einen einfachen 21 × 36 cm großen rot-weiß-roten Wimpel mit einem schmalen weißen Streifen, darauf ein auf der Spitze stehendes, weißes Quadrat mit schwarzem Hakenkreuz. Der gesamte Wimpel war schmal mit Weiß umrandet. Einen ähnlichen Wimpel, jedoch 35 × 80 cm groß, verwendete der Reichsjugendführer Baldur von Schirach bis zum Jahr 1935 als Autowimpel.
Mit der Verordnung vom 7. November 1935 wurden die Flaggen der Hitlerjugend offiziell neu festgelegt und somit einem einheitlichen Muster unterworfen.

## Flaggen ab 1935

### Hitlerjugend und Deutsches Jungvolk

#### Fahnen, Wimpel, Banner

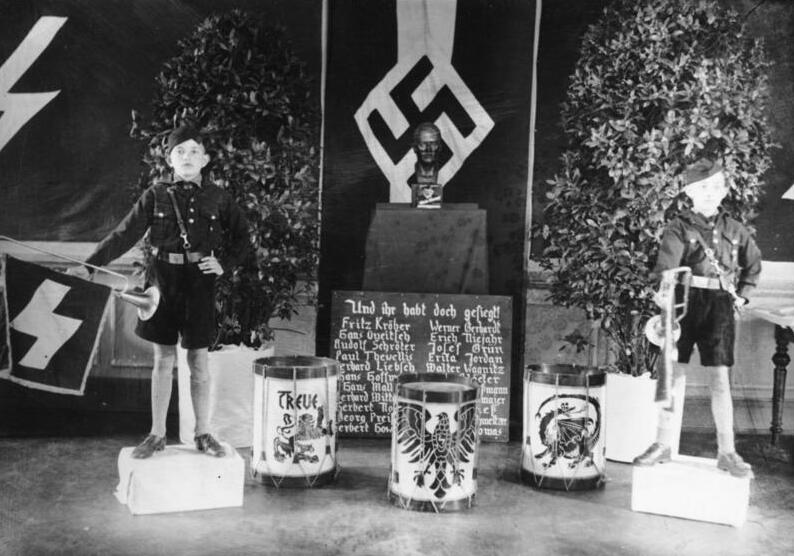
Zwei Angehörige des Deutschen Jungvolks vor HJ-Fahne als Hissbanner

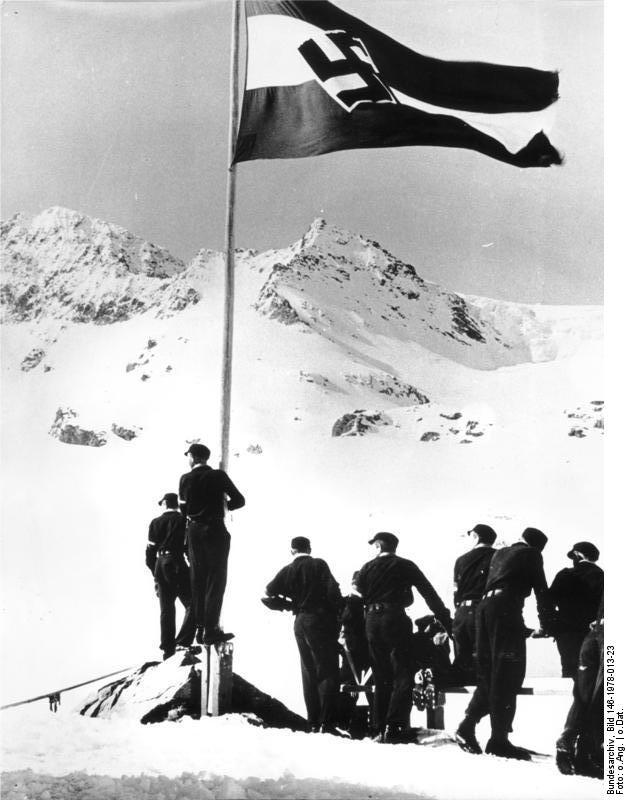
Angehörige der HJ mit Flagge (hier wurde das Hakenkreuz zum Flaggenstock versetzt angebracht)

Die Organisationsflagge der HJ bestand aus einem in gleicher Breite Rot-Weiß-Rot quer gestreiften Tuch. In den Anfangsjahren vor 1935 waren noch häufig Flaggen mit deutlich schmalerem weißen Streifen zu sehen. Im Zentrum der Flagge befand sich ein schwarzes, auf der Spitze stehendes Hakenkreuz umgeben von einem weißen Quadrat. Als sogenanntes Hausbanner verwendet, wurde die Flagge in Form eines langen Hissbanners an einem Querholz mit senkrecht verlaufenden Streifen benutzt.
Als zweithöchste Organisationsstruktur der HJ (nach den Gebieten) fungierten die sog. Banne, die mit eigenen Fahnen ausgestattet wurden. Diese hatten eine Größe von 145 × 200 cm und waren mit 4 Karabinerhaken an einer 450 cm langen Bambusstange befestigt. Die Stange endete in einer vernickelten Lanzenspitze. Auf dem rot-weiß-rot gestreiften Tuch befand sich ein schwarzer Adler, der in seinen Fängen ein weißes Schwert bzw. einen schwarzen Hammer hielt, eine nationalrevolutionäre Symbolik, die noch aus den 1920er Jahren stammte. Über dem Adler befand sich ein in der Regel weißes Spruchband mit der Nummer des betreffenden Banns.
Eine der kleineren Einheiten der HJ mit etwa 150 Jungen waren die Gefolgschaften, die ebenfalls eine eigene Fahne führen durften. Ihre Ausmaße betrug 120 × 180 cm. Sie war mit sieben Ringen an einer schwarzen Stange befestigt, die eine vernickelte Bajonettspitze trug. Das Tuch entsprach im Aussehen der Organisationsflagge der HJ, es befand sich in der linken oberen Ecke jedoch ein Fahnenspiegel, der die Nummer der Gefolgschaft und – davon durch einen Schrägstrich abgetrennt – die Nummer des Banns zeigte. War der Spiegel bei der Allgemeinen HJ weiß, gab es für Sondereinheiten anderen Farben. So war er Rosa bei der Motor-HJ, Hellblau bei der Flieger-HJ, Gelb bei der Nachrichten-HJ, Marineblau bei der Marine-HJ, sowie Grün für Teilnehmer am Landjahr.
Die kleinsten Einheiten der HJ, die sog. Kameradschaften mit etwa 10 bis 15 Jungen durften den allgemeinen Wimpel der HJ führen. Hierbei war es ihnen erlaubt, die Rückseite des Wimpels nach eigenen Vorstellungen zu gestalten, was allerdings nur im Rahmen der NS-Ideologie möglich war.

Organisationsflagge der HJ
HJ-Bannfahne
HJ-Gefolgschaftsfahne
Allgemeiner HJ-Wimpel (Vorderseite)

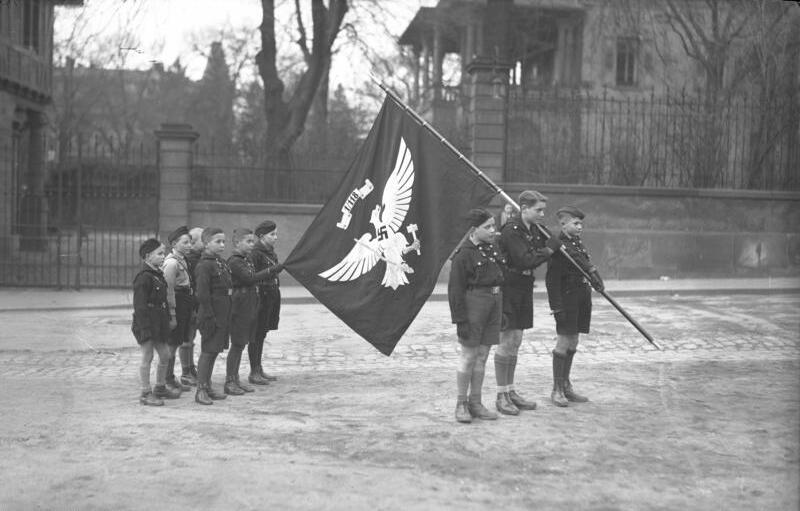
Jungvolk mit Jungbannfahne

Analog zur HJ besaß auch das Deutsche Jungvolk (DJ) eigene Flaggen und Fahnen. Die schon im Jahr 1932 angenommene Allgemeine Flagge des DJ war schwarz und zeigte eine weiße Sig-Rune. Diese für die NS-Zeit ungewöhnliche Farbgebung der Flagge war vermutlich ein Relikt aus den 1920er Jahren, als verschiedene Jugendbünde in Deutschland schwarze Fahnen führten.
Die Jungbannfahne des DJ besaß ebenfalls ein schwarzes Grundtuch, das mit sieben Ringen an einer schwarzen Stange befestigt wurde. Deren Ende trug eine spezielle Jungvolk-Lanzenspitze. Die Größe der Fahne betrug 120 × 165 cm, in deren Zentrum sich ein weißer Adler befand, der stilistisch dem der HJ-Bannfahne glich. Schwert, Fänge und Schnabel des Adlers waren dabei in Grau gehalten. Oberhalb des Adlers befand sich ein Spruchband mit der Nummer des betreffenden Jungbanns.
Die Entsprechung der Gefolgschaft war das Fähnlein beim DJ. Deren Fahne war der allgemeinen Flagge des DJ gleichgestaltet, trug jedoch in der linken oberen Ecke einen weißen Fahnenspiegel mit der Nummer des Fähnleins bzw. daneben, durch einen Schrägstrich abgetrennt, des betreffenden Jungbanns. Die Befestigung der Fahne an der Stange und deren Spitze entsprach in allem der HJ-Gefolgschaftsfahne.
Die kleinste Einheit des DJ, die Jungenschaft, konnte den Allgemeinen Jungenschaftswimpel führen, dessen Rückseite individuell gestaltet werden konnte.

Allgemeine Flagge des DJ
DJ-Jungbannfahne
DJ-Fähnleinfahne
Allgemeiner Jungenschafts-Wimpel (Vorderseite)

#### Kraftwagenstander der Reichsjugendführung (RJF)
Als oberste Reichsbehörde stand die Leitung der HJ unter der Verantwortung eines Reichsjugendführers. Diese Position nahm seit dem Jahr 1931 bis zum Ende des Krieges Baldur von Schirach ein. Als solcher hatte er das Recht zur Führung der Standarte eines Reichsleiters, die eine Größe von 29 × 29 cm hatte. Die Standarte war am rechten Fender des Fahrzeugs anzubringen, während die linke Seite mit einem Gegenstück, in diesem Fall einer quadratischen Parteiflagge, auszustatten war. Als Gegenstücke aller anderen Stander war jeweils der HJ-Kfz-Wimpel auf dem linken Fender zu montieren.
Der Stander des Stabsführers der RJF war quadratisch, besaß etwa 25 cm Seitenlänge, und zeigte auf gelblichem Tuch einen braunen Adler, der in seinen Fängen das Abzeichen der HJ hielt. Der Stander war schwarz umrandet. In brauner Frakturschrift bestickt standen oberhalb des Adlers die Buchstaben „RJF“, sowie unterhalb das Wort „Stabsführer“.
Für die Amtschefs der Reichsjugendführung war der gleiche Stander vorgesehen, jedoch wurde das Wort „Stabsführer“ durch „Reichsjugendführung“ ersetzt. Die Buchstaben „RJF“ entfielen.
Der Stander eines Gebietsführers der HJ zeigte anstelle eines braunen einen schwarzen Adler. Die aufgestickte Schrift war ebenfalls schwarz. Oberhalb des Adlers stand die Kennung des Gebiets, unterhalb der Name des Gebiets.
Der Stander eines Bannführers war ein quadratischer Stander nach dem Modell der Organisationsflagge der HJ. Im oberen roten Streifen stand in schwarzer Frakturschrift die Nummer des Banns, im unteren Streifen dessen Name.

Reichsjugendführer (Version ab 1939)
Stabsführer
Amtschef
Gebietsführer
Bannführer

Stander nach dem Muster des Bannführers führten auch Stellvertretende Amtschefs, Hauptabteilungsleiter sowie Inspekteure der HJ. Bei diesen war im unteren Streifen das Wort „Reichsjugendführung“ angebracht.
Nach dem gleichen Muster bekamen auch Stabsleiter, Abteilungsleiter sowie Sonderbeauftragte der Gebiete (Obergaue) einen Stander zugewiesen. Bei diesem war im oberen Streifen die Dienststellenart und -nummer und im unteren der Dienststellenname angegeben.
Für die Jungvolkbeauftragten im Gebiet war ein Stander vorgesehen, der eine unterschiedliche Vorder- und Rückseite besaß. Während die Vorderseite derjenigen eines HJ-Stabsleiters glich, war die Rückseite schwarz und mit der DJ-Sigrune belegt.
Für alle anderen Führer und Stäbe war der Allgemeine HJ-Wimpel in der Größe 23 × 37 cm anzubringen.

Amtschef (stv.)
Stabsleiter
Jungvolkbeauftragter (Vorderseite)
Jungvolkbeauftragter (Rückseite)
Andere Führer und Stäbe

#### Fanfaren- und Trompetenbanner
Die Musikzüge der HJ und des DJ führten an ihren Fanfaren bzw. Trompeten Banner, die eine Größe von 40 × 40 cm besaßen. Neben dem Allgemeinen HJ-Fanfarenbanner gab es noch das Landjahr-Banner für Jungen der HJ in Musikzügen, die ein Jahr in landwirtschaftlichen Betrieben zur Ausbildung waren. Dieses war weiß mit schwarzem Schriftzug „Landjahr“.
Banner der Jungvolk-Musikzüge waren Schwarz und zeigten die Sig-Rune. Banner der Jungbann-Musikzüge sahen genau so aus, besaßen jedoch eine frei zu gestaltende rechte Seite (vom Musiker aus gesehen)

HJ-Fanfarenbanner
Landjahr-Banner
DJ-Fanfarenbanner
Jungbann-Fanfarenbanner (rechte Seite), (Beispiel)

### Bund Deutscher Mädel und Jungmädelbund

#### Wimpel
Insofern nicht die allgemeine Flagge der HJ verwendet wurde, zeigten die weiblichen Zweige der HJ ausschließlich Flaggen in Wimpelform. Die zweithöchste Organisationsstruktur des BDM war das Untergau, das gegen Ende des Krieges in Bann umbenannt wurde. Die Untergaue/Banne verwendeten Wimpel mit rot-weiß-roten Querstreifen, die zur Wimpelspitze hin zuliefen, und waren mit einem speziellen BDM-Adler in Schwarz belegt. Über dem Adler war in schwarzen Ziffern die Nummer des Untergaus bzw. Banns angebracht. Die Maße des Wimpels betrugen 80 × 140 cm. Er war an einem Wimpelspeer von 260 cm Länge mit vier Karabinerhaken befestigt.
Der Mädelgruppenwimpel entsprach im Wesentlichen dem Allgemeinen HJ-Wimpel, hatte jedoch eine Größe von 58 × 104 cm. Im oberen Teil stand die Nummer der Mädelgruppe sowie darunter die des zuständigen Untergaus bzw. Banns.
Analog zum BDM besaßen auch die Jungmädel entsprechende Wimpel. Für die Untergaue/Banne war der Wimpel schwarz mit aufgelegtem BDM-Adler in Weiß. Darüber die Nummer des Untergaus/Banns ebenfalls in Weiß. Die Maße entsprachen dem Untergauwimpel des BDM, jedoch war der Wimpel mit lediglich drei Karabinerhaken am Speer angebracht.
Die Jungmädelgruppen führten einen schwarzen Wimpel mit aufgelegtem HJ-Abzeichen. In der oberen Ecke befanden sich die Nummer der JM-Gruppe, darunter diejenige des zuständigen JM-Untergaus bzw. Banns. Die Größe des Wimpels betrug 58 × 104 cm.
Zum allgemeinen Gebrauch sowohl beim BDM als auch bei den JM gab es einen Allgemeinen Mädelschaftswimpel. Dieser entsprach im Aussehen dem JM-Gruppenwimpel ohne Bezeichnungen, jedoch hatte er eine Größe von lediglich 30 × 60 cm.

BDM-Untergau-/ Bannwimpel
BDM-Gruppenwimpel
JM-Untergau/Bannwimpel
JM-Gruppenwimpel
Allgemeiner Mädelschaftswimpel

#### Kraftwagenstander der Reichsjugendführung (RJF)
Vom weiblichen Zweig der HJ war die Führerin eines Obergaus des BDM berechtigt, eine Standarte zu führen. Sie entsprach der HJ-Fahne in quadratischer Ausführung. Im oberen bzw. unteren Streifen stand jeweils in silberfarbener Frakturschrift die Bezeichnung des Obergaus.
Ebenfalls eine Standarte führte die Jungmädelbeauftragte im Obergau. Diese Standarte besaß eine unterschiedliche Vorder- und Rückseite. Während die Vorderseite identisch mit derjenigen einer Obergauführerin war, bestand die Rückseite aus einem schwarzen Tuch mit mittig angebrachtem HJ-Abzeichen.
Eine Untergauführerin durfte den Wimpel eines Untergaus, jedoch in der verkleinerten Größe von 23 × 37 cm am Fahrzeug anbringen.

Obergauführerin
Jungmädelbeauftragte (Vorderseite)
Jungmädelbeauftragte (Rückseite)
Untergauführerin